# Радиографический контроль

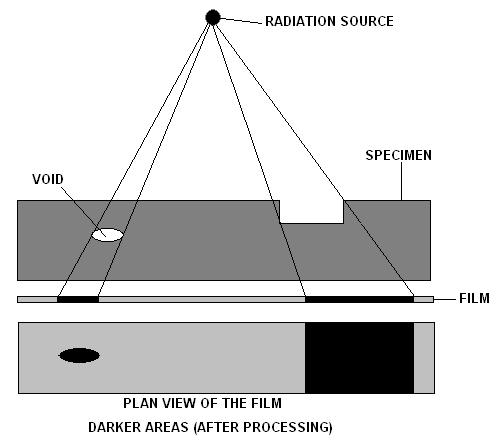
Изготовление рентгенограммы

Радиографи́ческий контро́ль (РК) — неразрушающий контроль (НК) для проверки материалов на наличие скрытых дефектов. Радиографический контроль использует способность рентгеновских волн глубоко проникать в различные материалы.
Любой рентгеновский аппарат использует в качестве источника излучения рентгеновскую трубку, которая за счет конвертации электрической энергии в тормозное излучение просвечивает требуемую деталь. Так же в радиографической дефектоскопии используется метод гаммаграфирования, в нем используются радиоактивные материалы - изотопы иридия 192, кобальт-60, или в редких случаях цезий-137. Нейтронный радиографический контроль (НР) является разновидностью радиографического контроля, который использует нейтроны вместо фотонов для проникновения в материалы.
Поскольку излучение, выходящее с противоположной стороны материала может быть измерено, оно используются для определения толщины и состава материала. Проникающее излучение являются частью электромагнитного спектра с длиной волны менее 10 нм.

## Контроль сварных соединений
Для контроля сварных соединений образец помещается между источником излучения и устройством обнаружения, обычно это плёнка в сланцевом держателе или кассете, в которую радиация может проникнуть на протяжении требуемого промежутка времени.
В результате на плёнке фиксируется двумерная проекция образца с видимым скрытым изображением различной плотности в зависимости от количества излучения в каждой области. Рентгенограммы рассматривается в негативном варианте, без печати, как в позитивной фотографии. Это происходит потому, что при печати некоторые детали теряются.
Радиографический контроль используется для обнаружения в сварных швах таких дефектов, как трещины, непровары, шлаковые включения, газовые поры и др. Такие дефекты, как расслоения и планарные трещины обнаружить с помощью рентгенографии трудно.

## Безопасность
Опасные факторы при радиографическом контроле:
- поступление радиоактивного изотопа внутрь организма работающих;

- загрязнение радиоактивными веществами спецодежды, тела работающих, рабочих мест, оборудования;

- превышение нормы дозовых пределов, установленных НРБ-99/2009;

- замыкание электрической цепи через тело работающего при эксплуатации рентгеновских аппаратов.

Промышленная радиография является одной из наиболее опасных для людей профессий. В ней используются сильные гамма‑источники (> 2 CI).